# ヨンポタン
ヨンポタン(朝鮮語: 연포탕、軟泡湯)またはヨンポグク(朝鮮語: 연폿국)は、牛肉、朝鮮大根、豆腐、昆布出汁から作る朝鮮料理のスープである。伝統的に葬送の日に食べられる。
全羅南道では、テナガダコから作る別のスープをヨンポタンと呼ぶ。この地域の名物であり、この地域以外では、「タコのヨンポタン」を意味するナクチヨンポタン(朝鮮語: 낙지연포탕)と呼ぶ。

## 作り方
ナクチヨンポタンを作るには、テナガダコをマコンブの出汁で煮てから取り出し、一口大に切って戻す。これに食塩、ニンニク、ワケギ、ごま油、炒りゴマを加え、再び火にかける。